# Юй Дэлу
Юй Дэлу (англ. Yu Delu, род. 11 октября 1987 года) — китайский профессиональный игрок в снукер.

## Карьера
Юй Дэлу вплоть до 2011 года не имел статуса профессионального игрока, но регулярно получал уайлд-кард на различные турниры мэйн-тура. С 2007 по 2010 года он играл в China Open, причём в 2006 и 2007 выходил в 1/16 финала. Также, с 2007 по 2009 года китайский игрок принимал участие в Шанхай Мастерс, а в 2010-м сыграл ещё в одном «домашнем» профессиональном соревновании — Jiangsu Classic. В 2007 году Юй Дэлу достиг четвертьфинала чемпионата мира среди игроков до 21 года, а впервые попал в мэйн-тур в сезоне 2011/12.
На слушаниях Независимого Трибунала, которые состоялись 21 сентября и 2 ноября 2018 года,  Трибунал обнаружил, что Юй Делу занимался фиксацией результатов матчей, чтобы обеспечить себе существенную финансовую выгоду. Он участвовал в фиксации результатов матчей пять раз в пяти турнирах на протяжении 2,5 лет, и он делал это за значительную награду. Его также уличили во лжи следователю и отказе сотрудничать со следствием.
Трибунал решил дисквалифицировать Юй Делу на 10 лет и 9 месяцев. Отсчет дисквалификации идет с 25 мая 2018 года. Он также обязан выплатить 20 823,80 фунтов стерлингов в счет расходов WPBSA.